# Лондонская конвенция (1827)
Лондонская конвенция 1827 года — конвенция, подписанная в Лондоне 6 июля 1827 года представителями России, Великобритании и Франции. Великобритания и Франция пошли на заключение этой конвенции, чтобы ослабить влияние России, заинтересованной в создании на Балканах дружественных ей государств.
Лондонская конвенция предусматривала коллективные действия 3 государств по отношению к Турции с целью побудить её прекратить военные действия против греков, предоставить Греции автономию на условиях уплаты ежегодной дани султану. Секретная статья конвенции, включенная по настоянию России, предполагала, в случае отказа султана, сближение союзников с греками (учреждение консульств в важнейших греческих городах при одновременном отзыве послов государств-участников конвенции из Константинополя), а при недостаточности этих мер объединение военно-морских эскадр трёх стран в Средиземном море, для предупреждения расширения военных действий между греками и Турцией и установления между ними перемирия.
Султан Махмуд II, войска и флот которого 24 апреля 1827 года одержали убедительную победу над повстанцами при Фалероне, отверг предложения государств, непосредственным результатом чего стала Наваринская битва 1827 года, приведшая к уничтожению турецко-египетского флота объединённой эскадрой трёх государств.